# Capital variable
El capital variable (v) pertenece al aspecto del capital constante (c), concepto creado por Karl Marx utilizado en su Crítica a la economía política. La distinción entre constante y variable se refiere a un aspecto del papel económico de los factores de producción en la creación de un nuevo valor.
El capital constante contrasta con el capital variable (v), con el costo incurrido en la contratación de fuerza de trabajo. Marx argumentaba que sólo el trabajo vivo crea un nuevo valor. El mayor valor de la producción, en comparación con los costos de los insumos, es (en igualdad de condiciones) atribuible únicamente a la explotación de la fuerza de trabajo viva. El capital variable es "variable" porque su valor cambia (varía) dentro del proceso de producción, ya que el trabajador puede producir valor más allá de lo que necesita para vivir (el "tiempo de trabajo necesario"), que se paga en salarios. Como el trabajador produce más de lo que se le paga en salarios, crea así un nuevo valor. Aunque la mayoría de los comentarios sobre Marx no reconocen esto, estos cambios podrían ser positivos o negativos. Una mala aplicación del trabajo, o la devaluación de los tipos de actividad laboral por parte del mercado puede significar la pérdida de una parte del capital invertido, o la totalidad del mismo. Sin embargo, Marx generalmente asume que el trabajo logrará la valorización del capital.
Ejemplo de capital variable:

Un trabajador es contratado por $100 y utiliza $1000 en materiales y componentes para crear un producto que se vende por $1300. Esto sería $1000 de capital constante más $ 100 de capital variable más $200 de plusvalor. La plusvalía de $200 se agregó únicamente por la actividad del trabajador: de la inversión de $1100, solo se expandió el capital variable de $100. El capital constante de $1000 se transfirió de los materiales y componentes al producto y, por lo tanto, no produjo ningún valor nuevo.